# Liste der Klassischen Philologen an der Universität Bern
Die Liste der Klassischen Philologen an der Universität Bern führt alle relevanten Vertreter des Faches Klassische Philologie an der Universität Bern auf.

## Geschichte
Bereits an den Vorgängereinrichtungen der Universität Bern waren griechische und lateinische Sprache gelehrt worden. Bis zum 19. Jahrhundert blieben sie jedoch im Rang einer Hilfswissenschaft. Seit 1684 gab es einen Lehrstuhl der Eloquenz, dessen Vertreter auch Vorlesungen über die antike Literatur zu halten hatte.
Im 19. Jahrhundert war die Klassische Philologie an vielen europäischen Universitäten als eigenständige Wissenschaft etabliert. Als die Universität Bern 1834 gegründet wurde, wurden gleich vier Vertreter der Klassischen Philologie an die Philosophische Fakultät berufen: Karl Jahn, Karl Wilhelm Müller, Georg Rettig und Eduard Schnell, alles ausserordentliche Professoren.
Nach Jahns Tod (1854) war Rettig der einzige verbliebene Professor für Klassische Philologie. Er wurde 1856 zum Ordinarius ernannt. Im gleichen Jahr kam Otto Ribbeck als Extraordinarius an die Universität Bern. Auf seine Initiative wurde am 18. Februar 1859 das Philologisch-Paedagogische Seminar eingerichtet. Das Vorbild für diese Institution, deren Zweck hauptsächlich die Lehrerausbildung war, lieferte die Universität Bonn, an der Ribbeck studiert hatte. Das Seminar bestand aus zwei Abteilungen, einer rein philologischen und einer rein pädagogischen. Die Höchstzahl der ordentlichen Mitglieder betrug sechs, die Zahl der ausserordentlichen Mitglieder war nicht festgesetzt. Neben den philologischen Übungen verlangte das Seminar von seinen Mitgliedern Probeunterricht an der Kantonsschule Bern. Direktoren des Seminars waren die Professoren für Klassische Philologie (Ribbeck wurde 1859 zum Ordinarius erhoben).
Wie Ribbeck, der 1861 nach Basel wechselte, kam auch sein Nachfolger Hermann Usener aus der Bonner Schule. Er blieb nur zwei Jahre lang in Bern und wechselte dann nach Greifswald. Seitdem waren beide Lehrstühle für Klassische Philologie fast ausschliesslich von Schweizern besetzt. Der zweite Lehrstuhl wurde anlässlich der Berufung von Hermann Hitzig 1878 auf die Fächer «Klassische Philologie und Gymnasialpädagogik» erweitert. Als Hitzigs Nachfolger Friedrich Haag 1891 zum Ordinarius befördert wurde, erhielt er denselben Lehrauftrag. Eine besondere Wirksamkeit entfaltete im frühen 20. Jahrhundert Otto Schulthess, der von 1907 bis 1932 in Bern wirkte.
Mit der Ernennung von Wilhelm Havers zum Professor für Klassische Philologie (1917) begann die Sprachwissenschaft an der Universität Bern. Seine Lehrstuhlnachfolger Albert Debrunner und Walter Porzig bauten den Fachbereich weiter aus.
Die Lehrstühle für Klassische Philologie wurden nach dem Entschluss der Fakultät 1932 auf Gräzistik beziehungsweise Latinistik spezialisiert. Der lateinische Lehrstuhl wurde 2009 in eine Dozentur umgewandelt.
Zurzeit sind neben dem Lehrstuhlinhaber am Institut für Klassische Philologie eine Dozentin im Professorenrang, drei Assistenten, zwei Hilfsassistenten und zwei weitere Dozenten tätig.

## Liste der Klassischen Philologen
Angegeben ist in der ersten Spalte der Name der Person und ihre Lebensdaten, in der zweiten Spalte wird der Eintritt in die Universität angegeben, in der dritten Spalte das Ausscheiden. Spalte vier nennt die höchste an der Universität Bern erreichte Position. An anderen Universitäten kann der entsprechende Dozent eine noch weitergehende wissenschaftliche Karriere gemacht haben. Die nächste Spalte nennt Besonderheiten, den Werdegang oder andere Angaben in Bezug auf die Universität oder das Seminar. In der letzten Spalte werden Bilder der Dozenten gezeigt, was derzeit aufgrund der Bildrechte jedoch schwer ist.
| Wissenschaftler                   | von       | bis       | Funktionen       | Bemerkungen | Bild |  |
| --------------------------------- | --------- | --------- | ---------------- | --- | --- |  |
| Karl Jahn (1777–1854)             | 1834      | 1854      | Extraordinarius  | Lehrer an der Kantonsschule Bern, gleichzeitig an der Akademie Professor für «Litteratur und deutsche Sprache» | |  |
| Karl Wilhelm Müller (1800–1874)   | 1834      | 1846      | Extraordinarius  | 1833 Privatdozent an der Akademie, 1834 Extraordinarius | |  |
| Georg Rettig (1803–1897)          | 1834      | 1878      | Ordinarius       | Extraordinarius, seit 1856 Ordinarius | |  |
| Eduard Schnell (1805–1858)        | 1834      | 1852      | Extraordinarius  | | |  |
| Ludwig Seeger (1810–1864)         | 1835      | 1848      | Privatdozent     | Gymnasialprofessor, im Nebenamt Dozent an der Universität Bern; politischer Publizist und bekannter Übersetzer; zog 1848 nach Stuttgart                                                                            | |  |
| Otto Ribbeck (1827–1898)          | 1856      | 1861      | Ordinarius       | Extraordinarius, 1859 Ordinarius und Gründer des Philologisch-Paedagogischen Seminars; wechselte nach Basel, später nach Kiel, Heidelberg und Leipzig                                                              | |  |
| Hermann Usener (1834–1905)        | 1861      | 1863      | Extraordinarius  | Nachfolger Ribbecks; wechselte nach Greifswald, später nach Bonn | |  |
| Johann Melchior Knaus (1820–1901) | 1863      | 1878      | Extraordinarius  | Nachfolger Useners | |  |
| Hermann Hagen (1844–1898)         | 1865      | 1898      | Ordinarius       | Privatdozent, 1873 Extraordinarius, 1878 Ordinarius als Nachfolger von Knaus | |  |
| Hermann Hitzig (1843–1918)        | 1878      | 1886      | Extraordinarius  | Privatdozent, 1878 Extraordinarius als Nachfolger Rettigs; wechselte nach Zürich | |  |
| Friedrich Haag (1846–1914)        | 1887      | 1906      | Ordinarius       | Nachfolger Hitzigs, 1891 Ordinarius | |  |
| Karl Praechter (1858–1933)        | 1889      | 1907      | Ordinarius       | Privatdozent, 1897 Extraordinarius, 1899 Ordinarius als Nachfolger Hagens; wechselte nach Halle | |  |
| Otto Schulthess (1862–1939)       | 1907      | 1932      | Ordinarius       | Nachfolger Praechters | |  |
| Wilhelm Havers (1879–1961)        | 1915      | 1920      | Ordinarius       | Nachfolger Haags, Indogermanist; wechselte nach Würzburg, später nach Breslau und Wien | |  |
| Albert Debrunner (1884–1958)      | 1920 1925 | 1935 1954 | Ordinarius       | Professor für Indogermanistik | |  |
| Walter Porzig (1895–1961)         | 1925      | 1935      | Ordinarius       | Nachfolger Debrunners; wegen nationalsozialistischer Aktivitäten entlassen | |  |
| Édouard Tièche (1877–1962)        | 1931      | 1943      | Ordinarius       | Nachfolger von Schulthess | |  |
| Oskar von Allmen (1898–1932)      | 1931      | 1932      | Extraordinarius  | | |  |
| Walter Wili (1900–1975)           | 1933      | 1966      | Ordinarius       | Extraordinarius als Nachfolger Allmens, 1949 ordentlicher Honorarprofessor; Spezialist für augusteische Dichtung, Herausgeber der Schriftenreihe Noctes Romanae                                                    | |  |
| Willy Theiler (1899–1977)         | 1944      | 1968      | Ordinarius       | als Extraordinarius Nachfolger Tièches, 1947 Ordinarius; Plotin-Forscher | |  |
| Konrad Müller (1920–2015)         | 1947      | 1963      | Privatdozent     | Lektor, 1960 habilitiert; wechselte nach Tübingen, später nach Freiburg im Üechtland | |  |
| Olof Gigon (1912–1998)            | 1948      | 1982      | Ordinarius       | Spezialist für griechische Philosophie, Mitherausgeber der Zeitschrift Museum Helveticum | |  |
| Georges Redard (1922–2005)        | 1954      | 1987      | Ordinarius       | als Extraordinarius Nachfolger Debrunners, 1958 Ordinarius | |  |
| Max Imhof (1928–2017)             | 1965      | 1992      | Extraordinarius  | Privatdozent, 1970 nichtbeamteter ausserordentlicher Professor | |  |
| Thomas Gelzer (1926–2010)         | 1970      | 1991      | Ordinarius       | Nachfolger Theilers, Spezialist für griechische Komödie (Aristophanes) und hellenistische Literatur | |  |
| Christoph Eucken (* 1939)         | 1974      | 2004      | Extraordinarius  | Assistent, 1979 Oberassistent, 1980 habilitiert, 1984 Oberassistent-Lektor, 1993 nebenamtlicher ausserordentlicher Professor; Spezialist für platonische Philosophie, Sophistik, Rhetorik und Geschichtsschreibung | |  |
| Alfred Stückelberger (* 1935)     | 1977      | 2000      | Honorarprofessor | Lehrbeauftragter, 1982 habilitiert, 1988 Honorarprofessor; Spezialist für Literatur der Kaiserzeit | |  |
| Kurt Anliker (1926–2006)          | 1980      | 1991      | Honorarprofessor | Spezialist für Literatur der Kaiserzeit | |  |
| Christoph Schäublin (* 1941)      | 1982      | 1997      | Ordinarius       | Nachfolger Gigons, 1997 hauptamtlicher Rektor der Universität Bern | |  |
| Heinz-Günther Nesselrath (* 1957) | 1992      | 2001      | Ordinarius       | als Extraordinarius Nachfolger Gelzers, 1997 Ordinarius; Spezialist für griechische Geschichtsschreibung, platonische Philosophie, Komödie und Literatur der Zweiten Sophistik; wechselte nach Göttingen           | |  |
| Michael Hillgruber (* 1961)       | 1992      | 1995      | Privatdozent     | Spezialist für griechische Literatur, 1993 habilitiert; wechselte nach Halle | |  |
| Martin Korenjak (* 1971)          | 2003      | 2009      | Ordinarius       | Spezialist für römische Literatur der Kaiserzeit; wechselte nach Innsbruck | |  |
| Arnd Kerkhecker (* 1965)          | 2003      | 2025      |                  | Ordinarius | Nachfolger Nesselraths; Spezialist für hellenistische Dichtung                                                  |  |
| Gerlinde Huber-Rebenich (* 1959)  | 2009      | 2024      |                  | Assoziierte Professorin | Professorin für Lateinische Philologie; Spezialistin für mittel- und neulateinische Dichtung und Ovid-Rezeption |  |